# Janne Schaffer (musikalbum)
Janne Schaffer är den svenske artisten Janne Schaffers självbetitlade debutalbum, utgivet 1973 på skivbolaget Four Leaf Clover. Skivnummer EFG-7232. Albumet utgavs på CD 1990 med en annan låtordning där också låtar från albumet Andra (1974) fanns med. På denna version hade låttitlarna också översatts till engelska
De ursprungliga vinylutgåvorna släpptes i ett utvikskonvolut. Albumet spelades in i en studio hos Europafilm 1973. Förutom B.B. King-covern "Did You Ever Love a Woman" komponerade Schaffer alla låtar på skivan. Albumet producerades av Lars Samuelson och medverkade gjorde, förutom Schaffer, bland andra Stefan Brolund på bas, Ola Brunkert på trummor, Bengt Karlsson på gitarr och Björn J:son Lindh på piano.
Musikaliskt drar skivan åt funk-hållet, med både rock och jazzinfluenser. Björn J:son Lindh medverkar på flera av låtarna på albumet. Skivan låg etta på Kvällstoppen sex veckor i sträck sensommaren 1973 och sålde i 250 000 exemplar.
Skivan är en av titlarna i boken Tusen svenska klassiker (2009).

## Låtlista
Där inte annat anges är låtarna skrivna av Janne Schaffer.

### LP
Sida A
1. "Halkans affär" – 4:20
2. "No Registration" – 6:10
3. "Kulan" – 4:57
4. "Titus" – 3:46

Sida B
1. "Jordbruksmaskinen" – 8:10
2. "Daniel sover" – 0:35
3. "Did You Ever Love a Woman" – 4:42 (B.B. King)
4. "Fillins Mignon" – 3:17
5. "Vindarnas Madrass" – 3:34

### CD
1. "The Chinese"
2. "Halkan's Affair"
3. "No Registration"
4. "Marbles"
5. "Titus"
6. "Harvest Machine"
7. "Fillins Mignon"
8. "Air Mattress"
9. "Dr Abraham"
10. "Bats in the Belfry"
11. "Scales"
12. "Balloon Is Growing"
13. "The Mysterious Virgin"
14. "Postman's Knock"
15. "World of Fantasy"
16. "Daniel Is Asleep"

## Medverkande
- Jan Bandel – vibrafon, tabla
- Stefan Brolund – bas
- Ola Brunkert – trummor, slagverk (8)
- Lorne de Wolfe – artwork
- Malando Gassanna – congas (5, 9)
- Åke Grahn – ljudtekniker
- Björn J:son Lindh – piano, flöjt
- Torbjörn Calvero – foto
- Bengt Karlsson – gitarr
- Sven Larsson – trombon
- Slim Notini – sång (7), piano (7)
- Håkan Nyqvist – trumpet
- Lars Samuelson – producent
- Janne Schaffer – gitarr
- Sverre Sundman – exekutiv producent
- Jan Tolf – congas (2), slagverk (2)

## Listplaceringar
- Kvällstoppen, Sverige: #1[4]

### Fotnoter
1. 1 2 3 4  ”Janne Schaffer”. Discogs.com. http://www.discogs.com/Janne-Schaffer-Jan-Schaffer/release/3087448. Läst 31 januari 2013.
2. ↑  ”Janne Schaffer”. Svensk mediedatabas. http://smdb.kb.se/catalog/id/001476663. Läst 31 januari 2013.
3. 1 2 3  Gradvall et al 2009, #369
4. 1 2  Hallberg, Eric (1993). Kvällstoppen i P3 (1:e uppl.). ISBN 91-630-2140-4